# Åptafjorden
Åptafjorden er en omkring  syv kilometer lang  fjordarm af Lyngdalsfjorden i Farsund kommune i Agder fylke i Norge. Fjorden går i nordvestlig retning fra indløbet på nordsiden af Lyngdalsfjorden, ind til bygden Åpta. Sidefjorden Drangsfjorden går mod nordøst, og regnet ind til bunden  af Drangsfjorden er Åptafjorden ni kilometer lang. Den største ø  er Åptøya, som ligger inderst i fjorden ved bygden Åpta.
Fylkesvej 465 følger den sydvestlige side af fjorden, hvor også Briseidbygden  ligger; Den var kommunecenter i den tidligere Herad kommune.